# Pomník T. G. Masaryka (Jaroměř)
Pomník Tomáše Garrigua Masaryka v Jaroměři je pomník se sochou prvního československého prezidenta v Masarykových sadech v Jaroměři. Byl odhalen v roce 2003 spolu s pamětní deskou, která stojí poblíž, a to na místě původního Masarykova pomníku, který byl v roce 1953 stržen.

## Návštěva prezidenta Masaryka v Jaroměři
Prezident Masaryk navštívil Jaroměř v rámci své cesty po severovýchodních Čechách v roce 1926. Dne 11. července 1926 v 9 hodin ráno odjel jeho průvod z lázní Velichovky, zastavil se v Josefově a poté navštívil Jaroměř. Příjezd do města byl lemován špalírem hasičů, žáků i sokolů. Prezident navštívil tehdejší hospodářsko-průmyslovou krajinskou výstavu, během níž darem dostal sochu od Josefa Wagnera. Odpoledne Masaryk pokračoval do České Skalice.

## Původní socha
Pomník T. G. Masaryka byl v Jaroměři plánován už od počátku 20. let 20. století. Základní kámen byl položen v roce 1923, tedy ještě před Masarykovou návštěvou, ale k dokončení došlo až v roce 1928, tedy dva roky po Masarykově návštěvě Jaroměře. Slavnostní akt se konal u příležitosti 10. výročí založení Československa 28. října 1928. Pomník se Masarykovou sochou vzešel z dílny českého sochaře Otakara Španiela. V roce 1940 došlo k prvnímu odstranění pomníku nacisty. K obnovení došlo v roce 1947. V roce 1953 byla socha stržena komunistickým režimem.

## Nová socha a pamětní deska

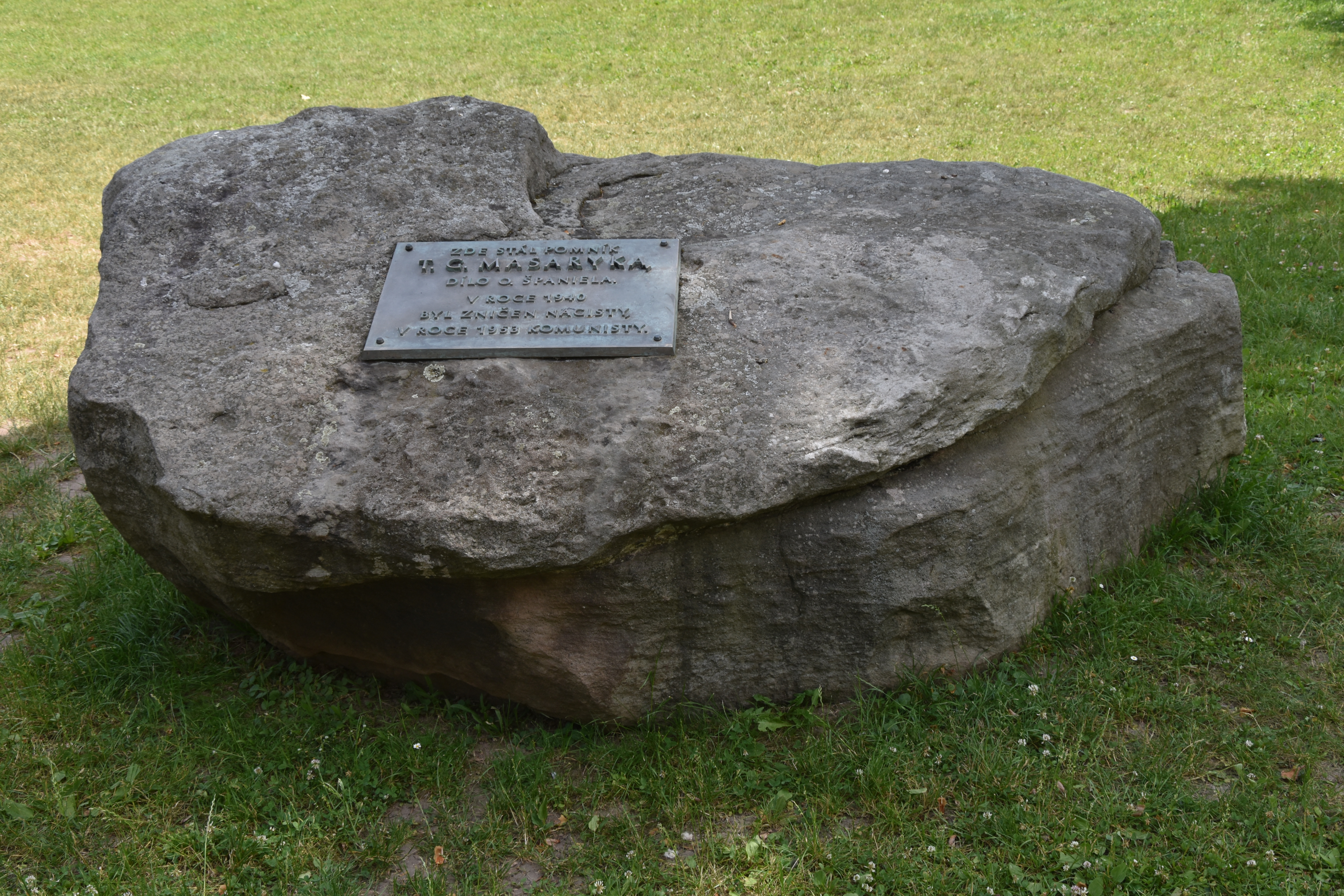
Kámen s pamětní deskou na původním místě

Nová socha byla vytvořena z iniciativy a nákladem politického vězně Jana Šrámka. Autorem desky i nového pomníku, který byl odhalen 28. října 2003, je akademický sochař Petr Novák. Socha se nachází asi 50 metrů od původního pomníku. 
Na kameni na místě původního pomníku se nachází pamětní deska.